# Doc Pomus
Doc Pomus is de artiestennaam van de Amerikaans blueszanger en songwriter Jerome Solon Felder (New York, 27 juni 1925 - aldaar, 14 maart 1991). Samen met Mort Shuman schreef hij grote hits als Save the last dance for me (The Drifters) en Viva Las Vegas (Elvis Presley).

## Biografie
Jerome Felder werd in 1925 geboren in Brooklyn; zijn jongere broer Raoul (1939) werd bekend als advocaat en schrijver van juridische werken.
Felder werd in zijn kindertijd verminkt aan zijn benen door polio, waardoor hij zich met krukken voortbewoog. Toen hij vijftien was speelde hij al saxofoon en na het horen van de blues van Big Joe Turner werd muziek een obsessie voor hem. In de vijftien jaar daarna trad hij op in talloze bluesclubs. Als gevolg van het postpoliosyndroom en een ongeluk kwam hij uiteindelijk in een rolstoel terecht.
In het midden van de jaren vijftig wilde hij trouwen - hij was rond dertig jaar oud - en besefte dat de muziek te weinig geld opleverde om zichzelf en een vrouw van te onderhouden. Dit moment werd een keerpunt in zijn leven, omdat hij zich vanaf dat moment richtte op het schrijven van muziek.
Tientallen jaren werkte hij samen met de pianist Mort Shuman. Samen brachten ze een groot aantal hits voort. Voor Ben E. King en The Drifters schreven ze nummers als Save the last dance for me, Sweets for my sweet en This magic moment. Elvis Presley nam bij elkaar meer dan twintig nummers van hen op, zoals Viva Las Vegas, Suspicion, Surrender, (Marie's the Name) His Latest Flame en Little sister. Verder schreven ze hits als Can't get used to losing you (Andy Williams), Turn me loose (Fabian Forte), Plain Jane (Bobby Darin) en Teenager in love (Dion and the Belmonts).
Aan het eind van de jaren vijftig en begin van de jaren zestig schreef hij verder met Phil Spector en met het duo Jerry Leiber & Mike Stoller. Hij werkte verder voor tientallen andere artiesten, onder wie zijn grote idool Big Joe Turner.
In 1991 overleed hij op 65-jarige leeftijd aan longkanker. Zijn naam werd postuum vereeuwigd door de opname in de Rock and Roll Hall of Fame (1992), de Songwriters Hall of Fame (1992) en de Blues Hall of Fame (2012).
- Bibsys: 2026966
- Biblioteca Nacional de España: XX1074081
- Bibliothèque nationale de France: cb13935712w (data)
- Gemeinsame Normdatei: 133499987
- International Standard Name Identifier: 0000 0000 8110 5533
- Library of Congress Control Number: n95006616
- Nationale Bibliotheek van Letland: 000079551
- MusicBrainz: 5780ff53-6dfa-4835-80dc-71c7316208a5
- Nationale Bibliotheek van Israël: 987007390112805171
- Nederlandse Thesaurus van Auteursnamen: 07060018X
- Virtual International Authority File: 31237648
- WorldCat: E39PBJhCG7bxVVRjbBBpkhdJDq